# Бредихин, Иван Александрович
Иван Александрович Бредихин (1830-е — 1871) — хирург, профессор Московского университета.

## Биография
Из потомственных  дворян, брат Ф. А. Бредихина. Учился в Московском университете (1852—1857). Окончив университет и получив звание лекаря, был отправлен в командировку за границу для занятий хирургией. В Париже в особенности изучал мочеполовые болезни. Вернувшись в Москву, защитил диссертацию: «О возрождении кости из надкостницы вообще и в частности после резекции» (1862), получил степень доктора медицины. Утверждён доцентом теоретической хирургии при Московском университете. Командирован за границу (1864) на два года для усовершенствования в теоретической хирургии. По возвращении (1866) определён профессором теоретической хирургии и заведующим госпитальной хирургической клиникой Московского университета до дня смерти (5 декабря 1871).